# Kategorie ludności wiejskiej w Polsce

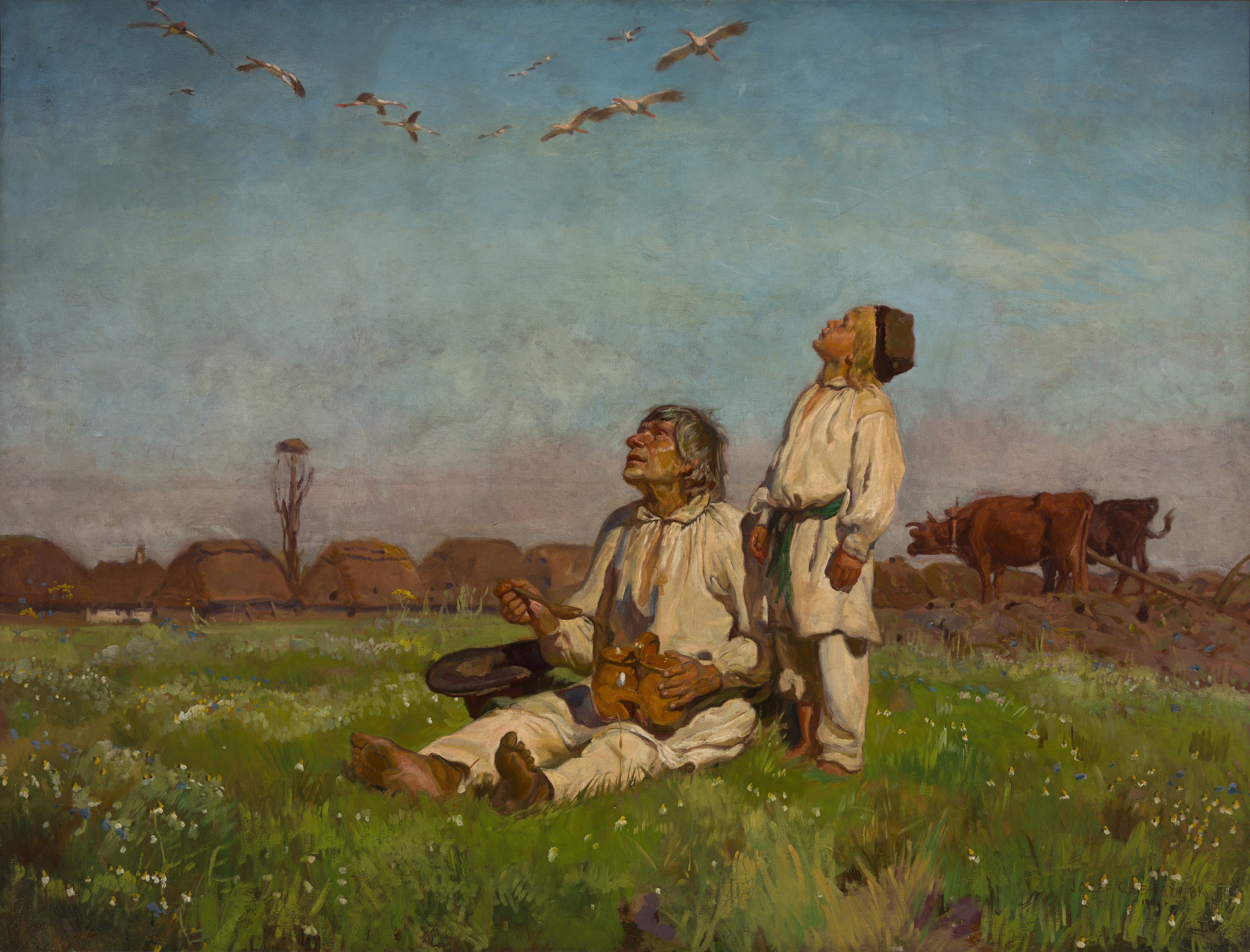
Pracująca ludność wiejska

Kategorie ludności wiejskiej – na przestrzeni historii wsi polskiej (od XVI-XVIII wieku) istniał podział ludności wiejskiej w zakresie dotyczącym jej funkcjonowania w szlachecko-pańszczyźnianej polskiej rzeczywistości.

## Podział zasadniczy

### Kmiecie
Kmiecie stanowili grupę mieszkańców wsi skupiającą  najwięcej ziemi, a tym samym mniej liczną. Byli gospodarzami pełnorolnymi – posiadali najczęściej jednołanowe gospodarstwa (1 łan, tzw. miały około 17 ha). Według wyliczeń A. Wyczańskiego dla lat 1560–1570 ze swojego gospodarstwa wielkości jednego łana kmieć mógł osiągnąć około 6600 kg zboża, z tego 3300 kg mógł sprzedać. Dawało mu to sumę około 32 złotych. Być może z produkcją hodowlaną (którą sprzedał), jego dochody wynosiły blisko 35 złotych. Sumy te wydawano na narzędzia, ubrania, obuwie i zapewne spłacano długi. Na ówczesnej wsi było również dużo chłopów gospodarujących na mniejszych, tzw. półłanowych gospodarstwach. Dochody takiego kmiecia były znacznie niższe niż gospodarza pracującego na gospodarstwie jednołanowym. Dochód osiągany ze sprzedaży około 800 kg zboża (tylko tyle pozostawało po oddaniu wszelkiego typu zobowiązań, przygotowaniu zboża na siew, spożyciu w gospodarstwie domowym), wynosił w przybliżeniu 8 złotych. Tak więc sytuacja materialna kmieci była dość zróżnicowana. Analiza wyglądu zabudowań chłopskich potwierdza, że kmieć gospodarujący na większym obszarze miał większą chałupę. Kmiecie byli zobowiązani do odrabiania pańszczyzny na rzecz folwarku: zazwyczaj wykonywanej wołami, końmi wraz z wozem, pługiem, broną.
Na Pomorzu Gdańskim i ziemi chełmińskiej bogatych kmieci gospodarzących na 2-4 łanowych gospodarstwach nazywano gburami. Na poszczególnych ziemiach polskich widać znaczne zróżnicowanie wielkości gospodarstw uprawianych przez kmieci, np. w Wielkopolsce i na Mazowszu średnio gospodarstwa wielkości jednego łana (około 17 ha) lub półłanowe, w Małopolsce rozdrobnione – ćwierćłanowe. Ulegały one zmniejszeniu z powodu podziałów związanych z dziedziczeniem lub niemożności obrobienia własnego gospodarstwa przy wzrastającej pańszczyźnie.

### Zagrodnicy
Zagrodnicy, czasami nazywani ogrodnikami, stanowili drugą co do wielkości po kmieciach grupę mieszkańców wsi. Ich nazwa wywodzi się stąd, iż posiadali zagrodę (chata z małym podwórkiem i zabudowaniami gospodarczymi), mogli również posiadać ogród i mały skrawek pola. Jego wielkość nie była duża, najwyżej kilka mórg (1 morga = 0,55 hektara). Przyjmuje się, że w Małopolsce było ich około 11 tysięcy, z czego połowa miała ziemię. Więcej ich było na Mazowszu, mniej w Wielkopolsce. Liczba zagrodników ciągle się zwiększała. Najczęściej pracowali w folwarkach. Stopień ich zamożności nie był wielki i praktycznie dość trudno na podstawie źródeł go ocenić. Dysponowali (część z nich) końmi, wozami, wołami. W źródłach znajdujemy zapisy, że pracowali też jako rzemieślnicy. Na rzecz dworu świadczyli pańszczyznę pieszą, lub inne zobowiązania w formie robocizn. Wymiar pańszczyzny był mniejszy (1–2 dni w tygodniu). Nie byli obciążeni daninami, a czynszu płacili kilkanaście groszy na rok. Jeśli mieli pole, byli zobowiązani do płacenia powinności.

### Chałupnicy
Chałupnicy to grupa mieszkańców wsi znacznie uboższa od zagrodników – nie posiadali żadnego gospodarstwa, ani własnej roli. W źródłach z XVI wieku występują bardzo rzadko. Pracowali u bogatych kmieci lub w folwarku pańskim.

### Komornicy
Komornicy nie posiadali nawet własnych chałup i zamieszkiwali w domach bogatszych gospodarzy. Za to mieszkanie odpłacali pracą, lub oddawali część zarobku. Komornicy byli zwolnieni od opłat na rzecz pana, mogli być wykorzystywani do prac w folwarku.

### Ludzie luźni
Pod tym pojęciem kryje się grupa mieszkańców wsi, którzy nie posiadali żadnego majątku. W cytowanej książce Grodziskiego można przeczytać, że ”w roku 1892 Michał Bobrzyński wygłosił na posiedzeniu Akademii Umiejętności w Krakowie odczyt pt. 'Karta z dziejów ludu wiejskiego w Polsce’ 1. Po raz pierwszy wówczas została postawiona w nauce polskiej dotychczas zupełnie pomijana problematyka ludności luźnej, jako zjawiska typowego dla wsi, ale odrębnego od zbiegostwa chłopów...”. Trudno ich czasem odróżnić od komorników (granica między tymi kategoriami ludności jest bardzo płynna). Dużo czasu poświęcali na przemieszczanie się i poszukiwanie pracy (szczególnie w miastach). Budziło to niezadowolenie szlachty, której ciągle brakowało rąk do pracy w folwarku. Próbowała zabronić przyjmowania ich do pracy w miastach, a także wysoko opodatkować.

### Młynarze
Młynarze również zaliczani są do mieszkańców wsi, i to bardziej zamożnych. Wyróżnić można: młynarzy zakupnych, którzy posiadali młyn i bez spłaty przez pana określonej sumy, nie mogli zostać z niego usunięci. Drugą grupę stanowili młynarze doroczni, pracujący w młynie pańskim. Za swoją pracę młynarz otrzymywał 4–5% ilości ziarna, które mełł. Zatrzymywał również plewy i otręby – miał jednak obowiązek wypasu na nich pańskich wieprzy.

### Karczmarze
Karczmy znajdowały się w dużej ilości wsi, przy czym ich rozpowszechnienie nastąpiło dopiero w XVII w. Przykładowo możemy podać obliczenia M. Kamlera dla Wielkopolski (za lata 1580–1605). W tym czasie w Wielkopolsce było 21% folwarków z karczmami. Daje się wyróżnić także pewną prawidłowość – im folwark szlachecki miał większy areał, tym liczba karczm na wsiach danego folwarku była większa. W karczmach podawano głównie piwo, wódka w XVI wieku należała jeszcze do rzadkości na wsi. Karczmarze posiadali gospodarstwa o wielkości zbliżonej do gospodarstw kmiecych. Opłacali z nich czynsze i produkowali piwo w większości wypadków samodzielnie. Od końca XVI właściciele folwarków narzucali karczmarzom sprzedaż piwa produkowanego w folwarku (tzw. propinacja). Status karczmarza, którego w XVI wieku uznać można za producenta piwa zmieniał się. O karczmarzach w XVII wieku należy mówić raczej jako o sprzedawcach.

### Rzemieślnicy
Rzemieślnicy byli spotykani w każdej wsi. Wywodzili się często z małozamożnych warstw ludności wiejskiej: zagrodników, chałupników. W swoich skromnych warsztatach wykonywali drobne naprawy sprzętu rolniczego, ubiorów itd. Pewne grupy rzemieślników mieszkających na wsi mogły produkować na potrzeby miasta. Często wśród rzemieślników wiejskich można było spotkać: kowali, garncarzy, sukienników, cieśli, stolarzy, bednarzy, i krawców. W XVI wieku dwór szlachecki starał się posiadać grupę własnych rzemieślników, bardzo przydatnych w folwarku.

### Czeladź

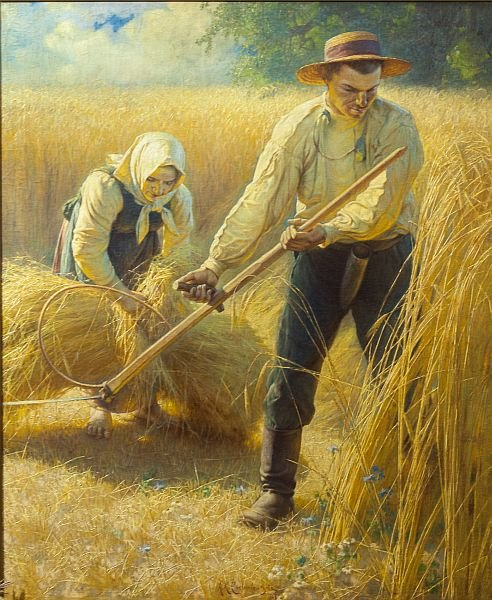
Żniwa

Bezpośrednio w folwarku mieszkała i była wykorzystywana do prac tzw. czeladź folwarczna, tj. grupa ludności, która nie posiadała majątku na wsi (ziemi, gospodarstw). Czeladź wywodziła się z ludzi luźnych, członków rodzin kmieci i zagrodników. Mianem tym określa się wszystkich pracowników najemnych gospodarstwa. Czeladź, w zależności od rozmiarów folwarku, mogła liczyć kilkadziesiąt lub kilka osób. Wynagradzana była skromnie: np. dziewka folwarczna, wykonująca lżejsze prace w kuchni, przy krowach, pieleniu warzyw, otrzymywała w 1512 r. rocznie 30 gr. Pasterze bydła i świń również nie otrzymywali większych sum. Po części było to rekompensowane faktem przekazywania czeladzi części wynagrodzenia w naturze (np. zboże i inne płody rolne).
- Oracze – zdarzało się, że folwarki zatrudniały oraczy (ratajów) – mężczyzn wykonujących orkę na gruntach folwarku. Czasami mieszkali poza gospodarstwem i posiadali własne domostwa. Ich pozycja zależała od liczby wołów, którymi pracowali.

- Ordynariusze – część czeladzi folwarcznej nazywano ordynariuszami. Prowadzili własne gospodarstwa domowe i posiadali chaty. Wynagrodzenie przekazywano im w postaci produktów rolnych.

- Wiktownikami nazywano grupę czeladzi żywiącą się w kuchni dworskiej.

- Parobcy używani byli do wszelkiego typu prac (pieszych i wykonywanych przy zaprzęgach konnych).

- Owczarze – pasterze wypasający owce, woźnice itd.

Umowę o pracę zawierano na okres roku, przed Bożym Narodzeniem.

### Osoby zarządzające folwarkiem
W folwarkach większych, w dużych majątkach folwarcznych, spotykało się dość liczną grupę urzędników (pisarzy, podstarościch), niejednokrotnie pochodzących z bardzo biednej szlachty. Na przeciętnym folwarku szlacheckim sam szlachcic zarządzał całym gospodarstwem. Personel folwarczny wymagał jednak ciągłego nadzoru. Dlatego w większości szlacheckich gospodarstw można było spotkać:
- Włodarz (lub ekonom) – Chłop zwolniony z wszystkich powinności chłopskich, którego zadaniem było nadzorowanie wykonywania pańszczyzny i innych obowiązków przez chłopów i czeladź. Włodarz był osobą, której nie lubiano, wręcz bano się. Jego obowiązki polegały m.in. na posiadaniu i zbieraniu informacji o nastrojach pracowników folwarku.

- Dworniczka – najczęściej żona dwornika (włodarza), która sprawowała nadzór nad kobietami zatrudnionymi na folwarku.

## Okres międzywojenny
Podstawową masą mieszkańców wsi byli chłopi, stanowiący ponad połowę ludności kraju, a niespełna 70% ludności wiejskiej. Pozostałe 30%, to ludność utrzymująca się głównie z pracy najemnej. W całym społeczeństwie Polski międzywojennej chłopi to ogromna liczba od 14,5 mln do 17,5 mln. Chłopi byli wewnętrznie zróżnicowani według grup zamożności, które formowały się w dużej mierze, choć nie tylko, zależnie od wielkości powierzchni posiadanej ziemi użytkowanej rolniczo:
- średniorolni i małorolni, tworzący razem ¾ ludności chłopskiej. Lekka przewaga liczebna małorolnych u progu dwudziestolecia międzywojennego, w następnych latach rosła, odbijając proces stopniowej pauperyzacji wsi w wyniku rozdrabniania własności chłopskiej;
- emigracja zarobkowa i migracja do miast, zostały w latach 1918–1939, zwłaszcza po 1929 roku, ograniczone do minimum wskutek ogólnoświatowych zjawisk kryzysowych. Parcelacja ziemi przeciwdziałała tym objawom, ale ograniczała w małym stopniu.
- zjawisko zbędnych rąk do pracy w rolnictwie, obejmujące w latach trzydziestych co najmniej 2,5 mln osób (z reguły była to młodzież, która nie miała przed sobą zbyt pocieszających perspektyw);
- zjawisko tzw. zbędności występowało najostrzej na przeludnionych terenach południowej i częściowo centralnej Polski;
- grupa zamożnych chłopów, stanowiąca kilka procent całej ludności chłopskiej.
- samodzielne gospodarstwa średniorolne (nieznaczny procent)
- warstwy ubogie i biedne.

W tej sytuacji poziom życia ludności wiejskiej kształtował się najniżej wśród wszystkich warstw i klas w Polsce, z tym, że jeszcze niżej niż samodzielni, choćby drobni gospodarze, stanowiła kategoria tzw. wyrobników (pariasów wiejskich).